# AMD K9
La sigla AMD K9 denominava in fase di sviluppo i processori K8 dual core di AMD, gli Athlon 64 X2, ma l'azienda ha deciso di abbandonare ufficialmente questo tipo di sigla per le proprie CPU (si pensa che AMD abbia voluto evitare l'assonanza presente in lingua inglese tra "K9" e l'aggettivo "canine", ovvero "canino"). 
I processori della serie K9 non presentano una vera nuova architettura rispetto alla serie precedente ma più semplicemente sono la versione "dual core" della K8, questo accadrà solo con la serie K10.
Considerandone le possibilità, è opportuno notare che l'architettura AMD64, unita al sistema operativo Windows XP Professional x64 Edition permette l'eliminazione della FPU fisica, e delle istruzioni MMX e 3DNow!. Assumendo quindi una versione di Windows a 64 bit come lo standard, diventa possibile una riprogettazione pressoché completa dello standard hardware x86.